# Bernard Coutaz
Pour les articles homonymes, voir Coutaz.
Bernard Coutaz, né le 30 décembre 1922 à Saint-Auban-sur-l'Ouvèze (Drôme) et mort le 26 février 2010 à Arles, est un éditeur phonographique français. Il fonde en 1958 Harmonia Mundi, label de musique classique qu'il dirige jusqu'à sa mort en 2010.

## Biographie
Né dans une famille aux revenus modestes de la Drôme, Bernard Coutaz étudia chez les frères salésiens. Il fut renvoyé en 1945, pendant son noviciat, pour avoir organisé un cercle d'études marxistes. Dans les années 1950, il devint journaliste au sein du groupe de presse Bayard, puis à Témoignage chrétien. Coutaz publia quelques romans et fut directeur de collection aux Éditions ouvrières,.
Il fonda Harmonia Mundi, label indépendant spécialisé dans la musique classique, en 1958. D'abord installé à Paris, il établit son label à Saint-Michel-l'Observatoire (Alpes de Haute-Provence) en 1962, puis à Arles en 1986. Les premiers enregistrements du label furent dédiés aux orgues historiques,. Son épouse, Eva Coutaz, longtemps directrice artistique du label dirige à son tour Harmonia Mundi de 2010 à 2015, année où la société est vendue.

## Ouvrages
- 1952 : Les Dents agacées  (préf. Jacques Madaule), Éditions Témoignage chrétien, 227 p.
- 1953 : Quand les ventres parlent, Éditions Témoignage chrétien, 268 p.
- 1955 : Civilisations, je vous hais !, La Table ronde, 1955, 223 p.
- 1956 : La Peur du gendarme, Éditions ouvrières, 222 p.

## Distinctions
Bernard Coutaz est chevalier de la Légion d'honneur depuis 1993 et officier de l'ordre des Arts et des Lettres.